# Слово погибели №5
«Слово погибели № 5» — повесть Марины и Сергея Дяченко. По форме — детектив с элементами фэнтези. Фактически — история о ложной исторической памяти.

## Сюжет
Действие повести происходит в мире, очень похожем на современность, но с одним дополнением — здесь есть люди, которые способны воздействовать на окружающих, полностью подчиняя их своей воле, стирая память и даже убивая при помощи некоей «магии». Для предотвращения использования магии в криминальных целях существует спецслужба «Коршун».
Повествование начинается с того, что один из сотрудников «Коршуна», Алистан, совершает при помощи магии демонстративное убийство ничем не примечательной женщины — немолодой учительницы истории, приехавшей к нему из провинции с некими документами, уничтожает эти документы, а затем стирает себе короткий отрезок памяти, забыв, таким образом, что за информацию передала ему женщина и почему он её убил.
Алистан признаёт вину и готов предстать перед судом, хотя и не помнит, почему совершил демонстративное убийство.
Делом об убийстве занимается сотрудник прокуратуры по имени Игрис. Несмотря на давление, в том числе предупреждение убийцы, человека высокоморального, он изо всех сил пытается докопаться до истины.
Истина оказывается горькой. Убитая учительница была дочерью одного из так называемых «Двенадцати» — национальных героев, по официальной версии, погибших в ключевом неравном бою за 40 лет до начала повествования, в переломный момент истории, когда под угрозой оказалось само существование страны. «Подвиг двенадцати» является центральной частью национального исторического мифа, а единственный, по официальной версии, оставшийся в живых герой стал национальным лидером, маршалом Равелином, центральной фигурой квазирелигиозного культа личности. Однако убитая учительница достоверно узнала от своего отца, оказавшегося одним из Двенадцати, так называемым Сталеваром, по официальной версии, героически погибшим (он догадался обзавестись подложными документами и скрыться), что никакого подвига не было. Человек, который позднее стал маршалом Равелином, был магом-манипулятором, отправившим своих товарищей на смерть, в буквальном смысле управляя ими, как куклами-марионетками.
В финале авторы психологически очень точно описывают поведение следователя Игриса, искреннего поклонника культа Двенадцати, который в последний момент пытается отказаться от прослушивания записи на магнитофонной кассете, в которой отец убитой учительницы раскрывает неприглядную правду об историческом событии.

Но обвиняемый в убийстве маг всё же настаивает на прослушивании кассеты — ему хочется понять, зачем он совершил демонстративное убийство.
Голос старика отдалился, зазвучал глухо, как в бочке. Он говорил теперь отрывисто, надолго умолкая, преодолевая хрипоту:
— …никому не рассказывал. Вернулся к баррикаде, подпустил их поближе и открыл огонь. Один. Против целой роты! Они не ждали, их так и покосило, остальные залегли и стали палить уже по мне… Я обгадился. Но менял ленты и стрелял. Хоть и не хотел. Какой к лешему героизм! Он вступил в меня и водил, как куклу. Я же не знал, что он маг. Никто не знал. Нас было двенадцать человек, всякому дорога своя шкура, а на прочих плевать. Он поднял нас и повел. Все померли, Студента пополам разорвало, я видел. Потом ничего не помню… Меня тоже приняли за труп… Пришел в себя, кругом уже пируют, уже ревут: «Слава Равелину!» Я тогда только вспомнил, как его звали, а то все Тихоня да Тихоня…
Странный звук прорвался из динамика. Старик плакал.
— …тоже герой и мертвец. На самом деле я не Герман и не Жёлудь, а Парм Гнилой Мост, в любом учебнике мое имя есть. Документы фальшивые после войны выправил. А настоящие приберег… Они под полом. Знаешь, где искать. Там же и письма, и все, что я записал… Прости меня, дурака, но вот так вышло, и не могу помереть с этой тайной. На центральной площади, третий справа, я стою, с усами… Да и на любой памятной доске. Можешь прийти, поглядеть?.. Даже похож, как я был в молодости… с тех пор усов не носил никогда… Живи, дочка, будь счастлива, выйди замуж, внуков мне нарожай… Если суме…

Кассета закончилась.
Финал повести авторы оставили открытым — неясно, решится ли следователь обнародовать запись.
Мне пора возвращаться под стражу, пока не хватились… Знаете, я не чувствую себя виноватым перед вами. Хотя поступаю сурово.
— Как? Как вы со мной поступаете?!
Маг обернулся через плечо. Он казался помолодевшим, вновь обретшим вкус к жизни.
— Оставляю вам этот выбор, дружище. Я за свой заплатил. Дело за вами.

И он взглядом указал на кассету, по-прежнему лежащую на столе.

## Издания
- Журнал «Если», № 8, 2008 г.
- Антология «Новые мифы мегаполиса», 2011 г.